# Джеймс Гант (яхтсмен)
Джеймс Гант (англ. James Hunt, 25 липня 1936) — американський яхтсмен.
Олімпійський чемпіон 1960 року в класі 5,5 метра.